# ヤマテキリスゲ
ヤマテキリスゲ（学名: Carex flabellata）はカヤツリグサ科スゲ属の植物の1つ。テキリスゲによく似ているが、茎にざらつきが全くない。

## 特徴
多年生の草本。根茎は短く、まとまった株を作る。花茎の高さは40 - 60センチメートル（cm）。根元には葉身のない鞘があり、赤褐色で糸網を生じる。葉幅は5 - 12ミリメートル（mm）、滑らかで裏面は粉白色を帯びる。
花期は5 - 6月。花茎は滑らかで、小穂は3 - 6個が先端の側にやや纏まってつく。苞は葉身部がよく発達し、鞘はない。頂小穂は雄性、側小穂は雌性。雄性の頂小穂は線形で長さ3 - 5 cm、幅3 - 4 mm。雌性の側小穂は円柱形で長さは2 - 5 cm、下方から出るものには長い柄があって垂れる。雌花鱗片は淡緑色で卵状楕円形をしており、先端は短い芒として突き出しており、果胞より短い。果胞は広卵状楕円形で長さは2 - 3 mm、表面は滑らかで細かい脈があり、先端は短い嘴となり、口部は中央が凹む形。果実が熟すると果胞ははっきりと膨らみ、果実を緩く包む形になる。果実は楕円形で断面はレンズ状をしており、長さは約1.5 mm、柱頭は2つに割れる。
別名にナメラテキリスゲがある。

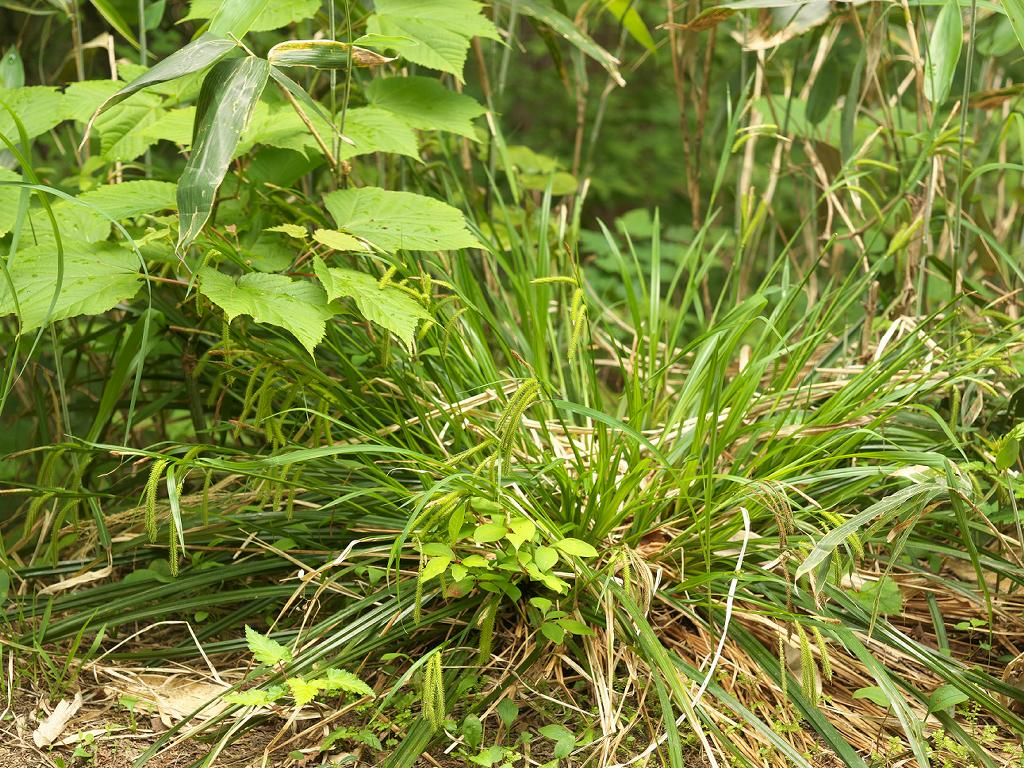
株全体の様子
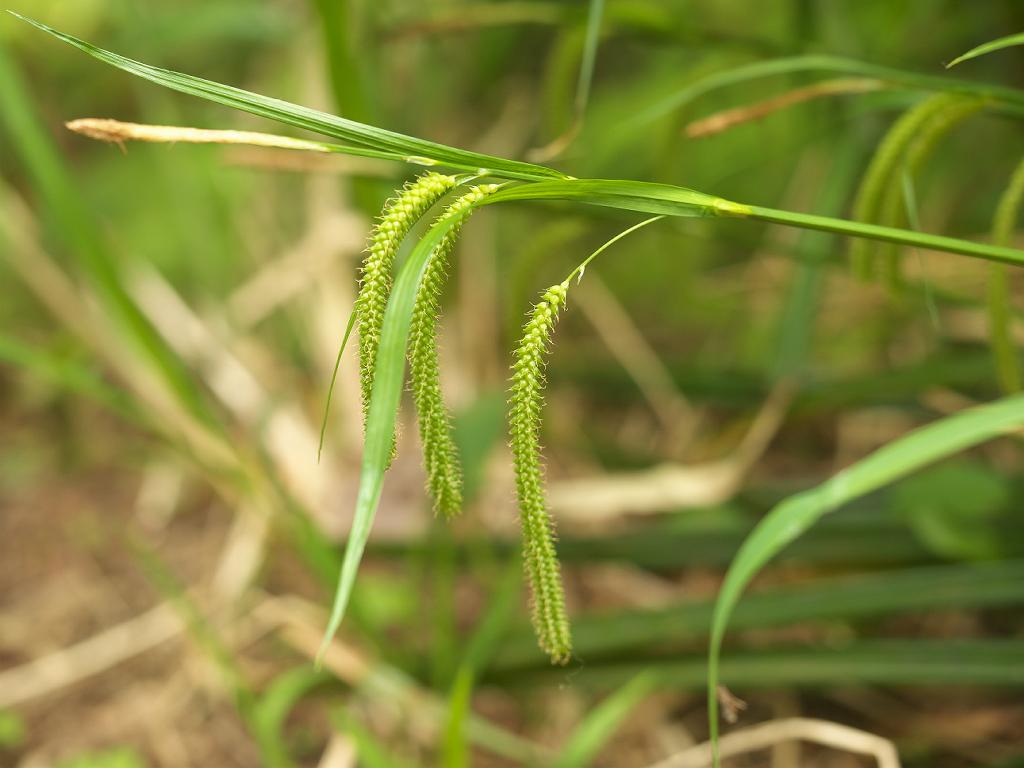
花序の拡大像

## 分布と生育環境
日本固有種で、北海道から本州、四国に分布し、ただし本州では主に日本海側に見られ、四国では希である。
山地で見られるもので、水湿のある斜面に出現する。山道の脇の水湿のある場所に生える。

## 分類、類似種など
頂小穂が雄性、側小穂が雌性、果胞は無毛、花序の苞には鞘がない、といった特徴から勝山(2015)は本種をアゼスゲ節 Sect. Phacocystis に含めている。この節には日本に25種ほどがあるが、雌花鱗片が暗色に色づかないこと、小穂が細長くて垂れ下がること、果胞が乳頭状突起に覆われていないこと、果胞の嘴が短く、膨らんで緩く痩果を包むことなどで多くの種と区別出来る。これらの点で共通するものにアズマナルコ C. shimidzuensis があるが、この種は基部の鞘の背面が角張らないことなどで区別出来る。
他に星野他(2011)では似たものとしてオタルスゲ C. otaruensis が採り上げられているが、果胞の際脈や果実を果胞が緩く包む点で区別出来るとしており、更に言うとこの種も茎葉がかなり強くざらつく。
上記のような点も含めて本種と共通点の多いものがテキリスゲ C. kiotoensis である。名前も示す通り外見でもとてもよく似ていて見た目では見分けるのが難しい。この種と本種とは生育環境もほぼ共通で、小穂の長さではこの種の方が長い（雄小穂は4 - 10 cm、雌小穂は3 - 10 cm）のだが、範囲が重なっており、それに生育状況などによる変異のありがちな部位なので判断には使いがたい。さらに分類上重視される小穂や果胞の形態についてもよく似ている。しかしながら本種とこの種の区別は容易で、触ってみるとまず間違いない。テキリスゲは葉や茎がとても強くざらつき、その強さは名前の通りにうかつに触ると実際に手が切れる程度であるのに対して、本種では全くざらつきがなく、時に葉が多少ざらつきを感じるにせよ、花茎はぬめりを感じるほどに滑らかである。

## 保護の状況
環境省のレッドデータブックでは指定がなく、道県別で佐賀県で絶滅危惧II類、北海道で準絶滅危惧の指定がある。